# Brachystoma apicale
Brachystoma apicale är en tvåvingeart som beskrevs av Smith 1969. Brachystoma apicale ingår i släktet Brachystoma och familjen Brachystomatidae.
Artens utbredningsområde är Lesotho. Inga underarter finns listade i Catalogue of Life.